# Seznam poslancev četrte italijanske legislature
Seznam poslancev četrte italijanske legislature prikazuje imena poslancev Četrte legislature Italijanske republike po splošnih volitvah leta 1963.

## Povzetek sestave
| Parlamentarne skupine                                                           | fine Leg. |
| ------------------------------------------------------------------------------- | --------- |
| Komunisti                                                                       | 166       |
| Krščanski demokrati                                                             | 259       |
| Movimento Sociale Italiano                                                      | 26        |
| Partito Socialista Italiano - Partito Socialista Democratico Italiano Unificati | 94        |
| Partito Repubblicano                                                            | 5         |
| Liberalci                                                                       | 37        |
| Partito Socialista Italiano di Unità Proletaria                                 | 24        |
| Partito Democratico Italiano di Unità Monarchica                                | 8         |
| Misto                                                                           | 8         |
| Skupaj                                                                          | 627       |

## Predsedstvo

#### Predsednik
- Giovanni Leone (DC) (zapustil funkcijo 21.6.1963)
- Brunetto Bucciarelli Ducci (DC) (izvoljen 26.6.1963)

#### Podpredsedniki
- Brunetto Bucciarelli Ducci (DC) (zapustil funkcijo 26.6.1963)
- Paolo Rossi (PSDI)
- Maria Lisa Cinciari Rodano (PCI)
- Sandro Pertini (PSI)

#### Kvestorji
- Davide Lajolo (PCI)
- Alessandro Buttè (DC)
- Aldo Bozzi (PLI)

#### Sekretarji
- Lorenzo Biasutti (DC)
- Renzo Franzo (DC)
- Michele Magno (PCI)
- Veraldo Vespignani (PCI)
- Agostino Bignardi (PLI)
- Mario Marino Guadalupi (PSI) (zapustil funkcijo 4.12.1963)
- Luigi Passoni (PSI)
- Raffaele Delfino (MSI)

## Parlamentarne skupine

### Krščanski demokrati

#### Predsednik
- Benigno Zaccagnini

#### Podpredsedniki
- Giuseppe Belotti (v funkciji do 31.12.1963)
- Arnaldo Colleselli (v funkciji od 1.1.1966)
- Roberto Lucifredi (v funkciji od 31.12.1964 do 1.1.1966)
- Oscar Luigi Scalfaro (v funkciji od 1.1.1964 do 31.12.1964)
- Amos Zanibelli

#### Sekretarji
- Elisabetta Conci (v funkciji od 1.7.1963 do 1.11.1965)
- Tarcisio Longoni (v funkciji od 1.11.1965)
- Alessandro Canestrari (v funkciji od 1.1.1966)
- Luciano Radi (v funkciji do 1.1.1966)

#### Upravni sekretarji
- Lorenzo Biasutti (v funkciji do 31.12.1966)
- Luciano Radi (v funkciji od 1.1.1966)

#### Člani Sveta
- Arnaldo Armani (v funkciji od 1.1.1966)
- Carlo Baldi (v funkciji do 31.12.1966)
- Giovanni Bersani
- Pierantonino Bertè (v funkciji od 1.1.1964 do 31.12.1966)
- Giuseppe Bettiol (v funkciji do 31.12.1964)
- Alessandro Buttè (v funkciji do 31.12.1966)
- Alessandro Canestrari (v funkciji od 1.1.1965 do 1.1.1966)
- Maria Cocco (v funkciji od 1.1.1966)
- Arnaldo Colleselli (v funkciji do 31.12.1966)
- Francesco Cossiga (v funkciji do 31.12.1966)
- Aurelio Curti (v funkciji od 1.1.1967)
- Michelangelo Dell'Armellina (in carica dall'1.1.1966)
- Danilo De'Cocci (v funkciji do 31.12.1966)
- Giovanni Elkan (v funkciji od 1.1.1964 do 31.12.1966)
- Francesco Franceschini (v funkciji od 1.1.1964 do 31.12.1966)
- Luigi Giglia (v funkciji do 31.12.1966)
- Guglielmo Nucci (v funkciji od 1.1.1964)
- Mario Pedini (v funkciji od 1.1.1964)
- Flaminio Piccoli (v funkciji do 31.12.1964)
- Franco Restivo (v funkciji do 31.12.1964)
- Camillo Ripamonti (v funkciji od 1.1.1964)
- Raffaello Russo Spena (v funkciji od 1.1.1966)
- Oscar Luigi Scalfaro (v funkciji do 31.12.1963)
- Gabriele Semeraro (v funkciji od 1.1.1966)
- Ferdinando Storchi (v funkciji od 1.1.1966)
- Mario Toros (v funkciji do 31.12.1964)
- Faustino Zugno

#### Člani
- Matteo Agosta (v funkciji do 18.5.1964)

Nicola Cavallaro (prevzel 24.5.1964)
- Enrico Alba
- Salvatore Aldisio (v funkciji do 27.7.1964)

Francesco Barbaccia (prevzel 30.7.1964)
- Pio Alessandrini
- Aldo Amadeo
- Alfredo Amatucci (v funkciji do 11.4.1968)
- Francesco Amodio
- Giulio Andreotti
- Dario Antoniozzi
- Baldassare Armato
- Maria Badaloni
- Carlo Baldi
- Davide Barba
- Salvatore Barberi
- Paolo Barbi
- Cesare Baroni
- Attilio Bartole
- Aldo Bassi
- Corrado Belci
- Alcide Berloffa
- Gaetano Berretta
- Nullo Biaggi
- Loris Biagioni
- Fortunato Bianchi
- Gerardo Bianchi
- Luigi Bima
- Antonio Bisaglia
- Fausto Bisantis
- Giacomo Bologna
- Angelo Bonaiti
- Paolo Bonomi
- Margherita Bontade
- Luigi Borghi
- Carlo Borra
- Gilberto Bosisio
- Carlo Bottari
- Francesco Bova
- Giovanni Bovetti (v funkciji do 23.2.1965)

Gian Aldo Arnaud (prevzel 25.2.1965)
- Umberto Breganze
- Piergiorgio Bressani
- Brunetto Bucciarelli Ducci
- Pietro Buffone
- Primo Buzzetti
- Carlo Buzzi
- Italo Giulio Caiati
- Luigi Caiazza
- Vittorio Calvetti
- Ettore Calvi
- Dante Cappello
- Renato Cappugi
- Antonio Carcaterra
- Vittorino Carra
- Gennaro Cassiani
- Albertino Castellucci
- Giannina Cattaneo Petrini
- Nerino Cavallari
- Francesco Cavallaro
- Onorio Cengarle
- Carlo Ceruti
- Vittorio Cervone
- Giuseppe Codacci Pisanelli
- Domenico Colasante (v funkciji do 8.9.1966)

Ferdinando D'Ambrosio (prevzel 14.9.1966)
- Aurelio Angelo Colleoni
- Emilio Colombo
- Vittorino Colombo
- Elisabetta Conci (v funkciji do 1.11.1965)

Aldo Tenaglia (prevzel 17.11.1965)
- Giacomo Corona
- Giuseppe Cortese
- Giovanni Battista Dagnino
- Maria Pia Dal Canton
- Luigi D'Amato
- Antonino Dante (v funkciji do 21.7.1963)

Giuseppe Azzaro (prevzel 25.7.1963)
- Giovanni D'Antonio
- Bernardo D'Arezzo
- Clelio Darida
- Michele De Capua
- Donato Mario De Leonardis
- Beniamino De Maria
- Ferdinando De Marzi
- Gustavo De Meo
- Ciriaco De Mita
- Ubaldo De Ponti
- Fabiano De Zan
- Costante Degan
- Dino Del Bo (v funkciji do 21.10.1963)

Pietro Malvestiti (prevzel 24.10.1963; v funkciji do 5.11.1964)
Edgardo Castelli (prevzel 6.11.1964)
- Benedetto Del Castillo
- Renato Dell'Andro
- Umberto Delle Fave
- Natalino Di Giannantonio
- Gaetano Di Leo
- Carlo Donat Cattin
- Mario Dosi
- Ermanno Dossetti
- Giuseppe Ermini
- Franco Evangelisti
- Francesco Fabbri
- Annibale Fada
- Amintore Fanfani
- Mario Ferrari Aggradi
- Salvatore Foderaro
- Alberto Folchi
- Arnaldo Forlani
- Matteo Fornale
- Nicola Fortini
- Giuseppe Fracassi
- Renzo Franzo
- Leandro Fusaro
- Vincenzo Gagliardi
- Luigi Michele Galli
- Piero Luigi Gasco
- Remo Gaspari
- Erisia Gennai Tonietti
- Giuseppe Gerbino
- Enrico Ghio
- Giovanni Gioia
- Luigi Girardin
- Salvatore Angelo Gitti
- Guido Gonella
- Dante Graziosi
- Agostino Greggi
- Antonio Guariento
- Filippo Guerrieri (v funkciji do 11.5.1967)

Ettore Spora (prevzel 17.5.1967)
- Luigi Gui
- Antonino Gullotti
- Renzo Helfer
- Ippazio Imperiale
- Attilio Iozzelli
- Lorenzo Isgrò
- Girolamo La Penna
- Antonio Laforgia
- Vito Lattanzio
- Giovanni Leone (v funkciji do 26.8.1967)

Vittorio De Stasio (prevzel 21.9.1967)
- Raffaele Leone (v funkciji do 29.5.1967)

Giuseppe Sasso (prevzel 31.5.1967)
- Nicola Lettieri
- Ruggero Lombardi
- Primo Lucchesi
- Roberto Lucifredi
- Domenico Magrì
- Franco Malfatti
- Antonio Mancini
- Salvatore Mannironi
- Giordano Marchiani
- Michele Marotta
- Vincenzo Marotta
- Maria Eletta Martini
- Edoardo Martino (v funkciji do 7.7.1967)

Giuseppe Armosino (prevzel 12.7.1967)
- Bernardo Mattarella
- Gino Mattarelli
- Crescenzo Mazza
- Dario Mengozzi
- Filippo Micheli
- Giovanni Battista Migliori
- Amalia Miotti Carli
- Riccardo Misasi
- Aldo Moro
- Francesco Napolitano
- Lorenzo Natali
- Andrea Negrari
- Edoardo Origlia
- Pietro Pala
- Giulio Pastore
- Narciso Franco Patrini
- Giuseppe Pella
- Erminio Pennacchini
- Enea Piccinelli
- Mariano Pintus
- Nicola Pistelli (v funkciji do 17.9.1964)

Goffredo Nannini (prevzel 23.9.1964)
- Giovanni Battista Pitzalis
- Roberto Prearo
- Ernesto Pucci
- Renato Quintieri
- Arnaldo Racchetti
- Leandro Rampa
- Giuseppe Reale
- Stefano Riccio
- Nicola Rinaldi
- Giuseppe Romanato
- Elio Rosati
- Attilio Ruffini
- Mariano Rumor
- Carlo Russo
- Vincenzo Russo
- Armando Sabatini
- Angelo Salizzoni
- Franco Salvi
- Remo Sammartino
- Vincenzo Sangalli (v funkciji do 11.8.1967)

Pietro Valeggiani (prevzel 21.9.1967)
- Adolfo Sarti
- Domenico Sartor
- Emanuela Savio
- Giovanni Battista Scaglia
- Vito Scalia
- Carlo Scarascia Mugnozza
- Vincenzo Scarlato
- Mario Scelba
- Giacomo Sedati
- Marcello Sgarlata
- Marcello Simonacci
- Giuseppe Sinesio
- Tommaso Sorgi
- Enrico Nicola Spadola
- Antonino Spinelli
- Carlo Stella
- Bruno Storti
- Fiorentino Sullo
- Rodolfo Tambroni Armaroli
- Michele Tantalo
- Paolo Emilio Taviani
- Corrado Terranova
- Alfonso Tesauro
- Vittoria Titomanlio
- Giuseppe Togni
- Renato Tozzi Condivi
- Ferdinando Truzzi
- Francesco Turnaturi
- Giacinto Urso
- Mario Valiante
- Giuseppe Vedovato
- Francesco Verga
- Giuseppe Veronesi
- Mario Vetrone
- Ambrogio Viale
- Rodolfo Vicentini
- Ruggero Villa
- Sebastiano Vincelli
- Calogero Volpe

### Komunisti

#### Predsednik
- Palmiro Togliatti (v funkciji do 21.8.1964)
- Pietro Ingrao (v funkciji od 21.8.1964)

#### Podpredsedniki
- Luciano Barca (v funkciji od 1.1.1966)
- Pietro Ingrao (v funkciji do 21.8.1964)
- Renzo Laconi (v funkciji do 29.6.1967)
- Gennaro Miceli

#### Sekretarji
- Franco Busetto
- Aldo D'Alessio
- Mauro Tognoni

#### Člani Sveta
- Luciano Barca (v funkciji do 1.1.1966)
- Renato Bastianelli (v funkciji do 31.12.1964 e dal 1.1.1966)
- Massimo Caprara (v funkciji od 1.1.1964)
- Gerardo Chiaromonte
- Maria Lisa Cinciari Rodano
- Giuseppe D'Alema (v funkciji do 31.12.1964 in od 1.1.1966)
- Pancrazio Antonino De Pasquale (v funkciji do 6.3.1967)
- Virgilio Failla (v funkciji od 1.1.1964)
- Carlo Alberto Galluzzi (v funkciji do 31.12.1964)
- Nives Gessi
- Nelusco Giachini (v funkciji od 1.1.1966)
- Davide Lajolo
- Luciano Lama
- Francesco Loperfido (v funkciji od 1.1.1966)
- Emanuele Macaluso (v funkciji od 1.1.1966)
- Michele Magno (v funkciji od 1.1.1965)
- Aldo Natoli
- Renato Ognibene (v funkciji do 31.12.1964)
- Giancarlo Pajetta
- Leonello Raffaelli (v funkciji od 1.1.1964)
- Rossana Rossanda (v funkciji do 31.12.1964 in od 1.1.1966)
- Renato Sandri (v funkciji od 1.1.1967)
- Sergio Scarpa (v funkciji od 1.1.1964)
- Egidio Sulotto

#### Člani
- Angelo Abenante
- Veniero Accreman
- Paolo Alatri
- Edgardo Alboni
- Mario Alicata (v funkciji do 6.12.1966)

Ermanno Benocci (prevzel 13.12.1966)
- Giuseppe Amasio
- Silvio Ambrosini
- Giorgio Amendola
- Pietro Amendola
- Giuseppe Angelini
- Silvio Antonini
- Giovanni Arenella (v funkciji do 16.3.1965)

Maruzza Astolfi (prevzela 25.3.1965)
- Marcella Balconi
- Enea Baldini
- Vittorio Bardini
- Ezio Battistella
- Gaspare Bavetta
- Ezio Beccastrini
- Spartaco Beragnoli
- Luigi Berlinguer
- Maria Bernetic
- Ferruccio Biagini
- Giuseppe Biancani
- Oddino Bo
- Arrigo Boldrini
- Luigi Borsari
- Giuseppe Brighenti
- Liberato Bronzuto
- Giuseppe Sebastiano Calasso
- Marino Calvaresi
- Alberto Mario Carocci
- Nicola Cataldo
- Claudio Cianca
- Franco Coccia
- Ludovico Corrao
- Nicola Crapsi (v funkciji do 23.9.1965)

Giulio Tedeschi (prevzel 30.9.1965)
- Simone De Florio
- Pancrazio Antonino De Pasquale (v funkciji do 6.3.1967)

Giuseppe Antonio Bottaro (prevzel 8.3.1967)
- Alfredo De Polzer (v funkciji do 19.3.1965)

Giuseppe Abbruzzese (prevzel 25.3.1965)
- Renato Degli Esposti
- Salvatore Di Benedetto
- Sebastiano Di Lorenzo
- Ado Guido Di Mauro
- Luigi Di Mauro
- Balda Di Vittorio Berti
- Laura Diaz
- Nino D'Ippolito
- Edoardo D'Onofrio
- Giambattista Fanales
- Giuseppe Fasoli
- Francesco Ferrari (v funkciji do 17.4.1964)

Giancarlo Morelli (prevzel 23.4.1964)
- Gian Carlo Ferri
- Giulietta Fibbi
- Adolfo Fiumanò
- Raffaele Franco
- Argeo Gambelli Fenili
- Oreste Gelmini
- Vittorio Giorgi
- Giuseppe Golinelli
- Bruno Gombi
- Dante Gorreri
- Feliciano Granata
- Luigi Grezzi
- Giovanni Grilli (v funkciji do 26.5.1964)

Vicenzo Corghi (prevzel 4.6.1964)
- Giovambattista Grimaldi
- Rodolfo Guerrini
- Alberto Guidi
- Fausto Gullo
- Gaetano Illuminati
- Nilde Iotti
- Angelo Maria Jacazzi
- Renzo Laconi (v funkciji do 28.6.1967)

Angiola Maria Costa Massucco (prevzela 5.7.1967)
- Luciano Lenti
- Silvio Leonardi
- Giorgina Levi Arian
- Girolamo Li Causi
- Mario Lizzero
- Luigi Longo
- Nello Lusoli
- Francesco Malfatti
- Attilio Manenti
- Ugo Marchesi
- Salvatore Mariconda
- Luigi Marras
- Lodovico Maschiella
- Giuseppe Matarrese
- Pasquale Maulini
- Guido Mazzoni
- Mario Melloni
- Silvio Messinetti
- Enrico Minio
- Armando Monasterio
- Otello Nannuzzi
- Luigi Napolitano
- Alessandro Natta
- Italo Nicoletta
- Agostino Novella
- Carlo Olmini
- Nicola Pagliarani
- Pasqualino Pasqualicchio
- Giuseppe Pellegrino
- Francesco Pezzino
- Gino Picciotto
- Tullio Pietrobono
- Ignazio Pirastu
- Pasquale Poerio
- Vincenzo Raucci
- Giuseppina Re
- Luciano Romagnoli (v funkciji do 19.2.1966)

Teodoro Bigi (prevzel 3.3.1966)
- Paolo Mario Rossi
- Gianfranco Rossinovich
- Amedeo Rubeo
- Giuseppe Sacchi
- Renato Scionti
- Carlo Scotoni
- Giovanni Serbandini
- Emilio Sereni
- Adriano Seroni
- Leonardantonio Sforza
- Francesco Soliano
- Ugo Spagnoli
- Giulio Spallone
- Giuseppe Speciale
- Luigi Tagliaferri
- Elvo Tempia Valenta
- Raffaele Terranova
- Alberto Todros
- Palmiro Togliatti (v funkciji do 21.8.1964)

Angelo La Bella (prevzel 3.9.1964)
- Bruno Trentin
- Giuseppe Venturoli
- Veraldo Vespignani
- Giorgio Vestri (v funkciji do 13.1.1966)

Vasco Palazzeschi (prevzel 14.1.1966)
- Gianmario Vianello
- Vittorino Villani
- Luciana Viviani
- Carmen Paola Zanti Tondi
- Antonio Zoboli

### Partito Socialista Italiano

#### Predsednik
- Pietro Nenni (v funkciji do 31.12.1963)
- Mauro Ferri (v funkciji od 1.1.1964)

#### Podpredsedniki
- Renato Ballardini (v funkciji od 21.1.1964 al 1.1.1965)
- Luciano De Pascalis (v funkciji od 1.1.1966)
- Mauro Ferri (v funkciji do 31.12.1963)
- Lucio Mario Luzzatto (v funkciji do 21.1.1964)
- Francesco Principe (v funkciji od 1.1.1965 do 1.1.1966)

#### Sekretarji
- Luigi Anderlini (v funkciji do 31.12.1963)
- Giorgio Guerrini (v funkciji od 1.1.1965)
- Francesco Principe (v funkciji od 1.1.1964 do 1.1.1965)

#### Člani Sveta
- Leonetto Amadei (v funkciji do 31.12.1963)
- Luigi Anderlini (v funkciji od 1.1.1966)
- Paolo Angelino (v funkciji do 21.1.1964)
- Silvano Armaroli (v funkciji od 1.1.1964)
- Tristano Codignola (v funkciji od 1.1.1966)
- Angelo Cucchi (v funkciji od 1.1.1966)
- Luciano De Pascalis (v funkciji od 1.1.1965 do 1.1.1966)
- Libero Della Briotta (v funkciji od 1.1.1966)
- Raffaele Di Primio (v funkciji od 1.1.1964)
- Riccardo Fabbri (v funkciji od 1.1.1964)
- Loris Fortuna (v funkciji od 1.1.1964)
- Pasquale Franco (v funkciji do 21.1.1964)
- Antonio Giolitti (v funkciji do 31.12.1963)
- Giorgio Guerrini (v funkciji od 1.1.1964 do 1.1.1965)
- Alberto Jacometti (v funkciji od 1.1.1964)
- Stefano Lenoci (v funkciji od 1.1.1965)
- Riccardo Lombardi (v funkciji do 31.12.1963)
- Giuseppe Macchiavelli (v funkciji od 1.1.1966)
- Matteo Matteotti (v funkciji do 31.12.1963)
- Luciano Pagliocchi (v funkciji do 31.12.1963)
- Renzo Pigni (v funkciji do 21.1.1964)
- Stefano Servadei (v funkciji od 1.1.1964)
- Gianni Usvardi (v funkciji od 1.1.1966)
- Dario Valori (v funkciji do 21.1.1964)
- Franco Zappa (v funkciji od 1.1.1964 do 31.12.1965)

#### Člani
- Cosimo Abate
- Francesco Albertini
- Luigi Anderlini

poslanec do 17.11.1966 in se nato pridruži skupini Misto
- Maria Alessi Catalano

poslanec do 21.1.1964 in se nato pridruži Partito Socialista Italiano di Unità Proletaria
- Walter Alini

poslanec do 21.1.1964 in se nato pridruži Partito Socialista Italiano di Unità Proletaria
- Paolo Angelino

poslanec do 21.1.1964 in se nato pridruži Partito Socialista Italiano di Unità Proletaria
- Giuseppe Avolio

poslanec do 21.1.1964 in se nato pridruži Partito Socialista Italiano di Unità Proletaria
- Alfredo Baldani Guerra
- Lelio Basso

poslanec do 21.1.1964 in se nato pridruži Partito Socialista Italiano di Unità Proletaria
- Cesare Bensi
- Mario Berlinguer
- Luigi Bertoldi
- Giacomo Brodolini
- Francesco Cacciatore

poslanec do 21.1.1964 in se nato pridruži Partito Socialista Italiano di Unità Proletaria
- Venerio Cattani
- Domenico Ceravolo

poslanec do 21.1.1964 in se nato pridruži Partito Socialista Italiano di Unità Proletaria
- Renato Colombo
- Achille Corona
- Ivano Curti

poslanec do 21.1.1964 in se nato pridruži Partito Socialista Italiano di Unità Proletaria
- Francesco De Martino
- Raffaele Di Nardo
- Natale Di Piazza
- Giuseppe Di Vagno jr.
- Giuseppe Ferraris
- Beniamino Finocchiaro
- Vittorio Foa

poslanec do 21.1.1964 in se nato pridruži Partito Socialista Italiano di Unità Proletaria
- Pasquale Franco

poslanec do 21.1.1964 in se nato pridruži Partito Socialista Italiano di Unità Proletaria
- Vincenzo Gatto

poslanec do 21.1.1964 in se nato pridruži Partito Socialista Italiano di Unità Proletaria
- Guglielmo Ghislandi

poslanec do 21.1.1964 in se nato pridruži Partito Socialista Italiano di Unità Proletaria
- Antonio Greppi
- Mario Marino Guadalupi
- Francesco Lami

poslanec do 21.1.1964 in se nato pridruži Partito Socialista Italiano di Unità Proletaria
- Angelo Landi
- Salvatore Lauricella
- Pietro Lezzi
- Giovannino Loreti
- Lucio Mario Luzzatto

poslanec do 21.1.1964 in se nato pridruži Partito Socialista Italiano di Unità Proletaria
- Alcide Malagugini

poslanec do 21.1.1964 in se nato pridruži Partito Socialista Italiano di Unità Proletaria
- Giacomo Mancini
- Vittorio Marangone
- Nello Mariani
- Vittorio Martuscielli
- Alessandro Menchinelli

poslanec do 21.1.1964 in se nato pridruži Partito Socialista Italiano di Unità Proletaria
- Maria Vittoria Mezza
- Rocco Minasi

poslanec do 21.1.1964 in se nato pridruži Partito Socialista Italiano di Unità Proletaria
- Dino Moro (v funkciji od 20.5.1965)
- Giovanni Mosca
- Carlo Mussa Ivaldi Vercelli
- Vittorio Naldini

poslanec do 21.1.1964 in se nato pridruži Partito Socialista Italiano di Unità Proletaria
- Roberto Palleschi
- Luciano Paolicchi (v funkciji do 13.9.1966)

Vittorio Galluzzi (prevzel 14.9.1966)
- Luigi Passoni

poslanec do 21.1.1964 in se nato pridruži Partito Socialista Italiano di Unità Proletaria
- Ugo Perinelli

poslanec do 21.1.1964 in se nato pridruži Partito Socialista Italiano di Unità Proletaria
- Sandro Pertini
- Giovanni Pieraccini
- Renzo Pigni

poslanec do 21.1.1964 in se nato pridruži Partito Socialista Italiano di Unità Proletaria
- Vito Raia

poslanec do 21.1.1964 in se nato pridruži Partito Socialista Italiano di Unità Proletaria
- Carlo Sanna

poslanec do 21.1.1964 in se nato pridruži Partito Socialista Italiano di Unità Proletaria
- Fernando Santi
- Gianni Savoldi (v funkciji od 4.3.1965)
- Loris Scricciolo
- Dario Valori

poslanec do 21.1.1964 in se nato pridruži Partito Socialista Italiano di Unità Proletaria
- Tullio Vecchietti

poslanec do 21.1.1964 in se nato pridruži Partito Socialista Italiano di Unità Proletaria
- Aldo Venturini
- Ezio Vigorelli

poslanec do 21.1.1964 in se nato pridruži Partito Socialista Italiano di Unità Proletaria
- Mario Zagari
- Franco Zappa

Dne 17.11.1966 se vsi člani skupine pridružijo Partito Socialista Italiano-Partito Socialista Democratico Italiano Unificati

### Partito Socialista Democratico Italiano

#### Predsednik
- Giuseppe Saragat (v funkciji do 31.12.1963)
- Virginio Bertinelli (v funkciji od 1.1.1964 al 1.1.1966)
- Mario Tanassi (v funkciji od 1.1.1966)

#### Podpredsedniki
- Egidio Ariosto (v funkciji od 1.1.1966)
- Flavio Orlandi (v funkciji do 1.1.1966)

#### Sekretarji
- Giuseppe Amadei
- Lucio Mariano Brandi (v funkciji od 1.1.1966)

#### Člani Sveta
- Giuseppe Amadei (v funkciji od 1.1.1966)
- Egidio Ariosto (v funkciji od 1.1.1965)
- Alberto Bemporad (v funkciji od 1.1.1965)
- Flavio Orlandi (v funkciji od 1.1.1966)
- Umberto Righetti (v funkciji od 1.1.1966)
- Primo Silvestri (v funkciji od 1.1.1966)

#### Člani
- Giuseppe Averardi
- Virginio Bertinelli
- Pietro Bucalossi (v funkciji do 16.3.1964)

Virgilio Ferrari (prevzel 17.3.1964)
- Antonio Cariglia
- Guido Ceccherini
- Aldo Cetrullo
- Alfredo Crocco
- Giuseppe Lupis
- Anselmo Martoni
- Renato Massari
- Ugo Napoli
- Franco Nicolazzi
- Michele Pellicani
- Luigi Preti
- Enrico Quaranta
- Alessandro Reggiani
- Bruno Romano
- Pier Luigi Romita
- Paolo Rossi
- Vincenzo Mario Russo
- Giuseppe Saragat (v funkciji do 27.12.1964)
- Guido Secreto
- Roberto Tremelloni
- Casimiro Vizzini
- Lanfranco Zucalli

Dne 17.11.1966 se vsi člani skupine pridružijo Partito Socialista Italiano-Partito Socialista Democratico Italiano Unificati

### Partito Socialista Italiano - Partito Socialista Democratico Italiano Unificati

#### Predsednik
- Mauro Ferri

#### Podpredsedniki
- Egidio Ariosto

#### Sekretarji
- Lucio Mariano Brandi
- Luciano De Pascalis
- Giorgio Guerrini

#### Člani Sveta
- Giuseppe Amadei
- Silvano Armaroli
- Tristano Codignola
- Angelo Cucchi
- Libero Della Briotta
- Raffaele Di Primio
- Loris Fortuna
- Alberto Jacometti
- Giuseppe Macchiavelli
- Flavio Orlandi
- Umberto Righetti
- Primo Silvestri
- Gianni Usvardi
- Lanfranco Zucalli

#### Člani
- Cosimo Abate
- Michele Achilli (v funkciji od 12.1.1967)
- Francesco Albertini
- Leonetto Amadei
- Giuseppe Averardi
- Alfredo Baldani Guerra
- Renato Ballardini
- Alberto Bemporad
- Cesare Bensi
- Mario Berlinguer
- Virginio Bertinelli
- Luigi Bertoldi
- Giacomo Brodolini
- Antonio Cariglia
- Venerio Cattani
- Guido Ceccherini
- Aldo Cetrullo
- Renato Colombo
- Achille Corona
- Alfredo Crocco
- Francesco De Martino
- Raffaele Di Nardo
- Natale Di Piazza
- Giuseppe Di Vagno jr.
- Riccardo Fabbri (v funkciji do 20.10.1967)
- Virgilio Ferrari
- Giuseppe Ferraris
- Beniamino Finocchiaro
- Vittorio Galluzzi
- Antonio Giolitti
- Antonio Greppi
- Mario Marino Guadalupi
- Angelo Landi
- Salvatore Lauricella
- Stefano Lenoci
- Riccardo Lombardi
- Giovannino Loreti
- Giuseppe Lupis
- Giacomo Mancini
- Vittorio Marangone
- Nello Mariani
- Vittorio Martuscelli
- Renato Massari
- Matteo Matteotti
- Maria Vittoria Mezza
- Dino Moro
- Giovanni Mosca
- Carlo Mussa Ivaldi Vercelli
- Ugo Napoli
- Pietro Nenni
- Franco Nicolazzi
- Roberto Palleschi
- Michele Pellicani
- Sandro Pertini
- Giovanni Pieraccini
- Luigi Preti
- Francesco Principe
- Enrico Quaranta
- Alessandro Reggiani
- Bruno Romano
- Pier Luigi Romita
- Paolo Rossi
- Vincenzo Mario Russo
- Fernando Santi
- Gianni Savoldi
- Loris Scricciolo
- Guido Secreto
- Stefano Servadei
- Mario Tanassi
- Roberto Tremelloni
- Aldo Venturini
- Casimiro Vizzini
- Mario Zagari
- Franco Zappa

### Partito Socialista Italiano di Unità Proletaria

#### Predsednik
- Lucio Mario Luzzatto

#### Podpredsedniki
- Francesco Cacciatore

#### Sekretarji
- Renzo Pigni

#### Člani Sveta
- Walter Alini (v funkciji od 1.1.1966)
- Rocco Minasi (v funkciji od 1.1.1966)

#### Člani
- Maria Alessi Catalano
- Paolo Angelino
- Giuseppe Avolio
- Lelio Basso
- Guido Bernardi (v funkciji od 28.10.1964)
- Domenico Ceravolo
- Ivano Curti
- Vittorio Foa
- Pasquale Franco
- Vincenzo Gatto
- Guglielmo Ghislandi (v funkciji do 2.3.1965)
- Francesco Lami
- Oreste Lizzadri (v funkciji od 21.10.1967)
- Alcide Malagugini (v funkciji do 24.12.1966)
- Alessandro Menichelli
- Vittorio Naldini
- Luigi Passoni
- Ugo Perinelli (v funkciji do 20.5.1965)
- Vito Raia
- Carlo Sanna
- Dario Valori
- Tullio Vecchietti

### Partito Liberale Italiano

#### Predsednik
- Giovanni Malagodi

#### Podpredsedniki
- Bartolomeo Cannizzo (v funkciji od 1.1.1966 do 5.4.1967)
- Roberto Cantalupo (v funkciji od 5.4.1967)
- Guido Cortese (v funkciji do 3.9.1964)

#### Sekretarji
- Alberto Giomo (v funkciji od 1.1.1966)
- Giulio Leopardi Dittaiuti (v funkciji od 1.1.1964 do 1.1.1966)
- Vittorio Emanuele Marzotto (v funkciji od 1.1.1963 do 1.1.1966)

#### Podsekretarji
- Giulio Leopardi Dittaiuti (v funkciji od 1.1.1966)

#### Člani Sveta
- Giuseppe Alpino
- Francantonio Biaggi
- Agostino Bignardi
- Ennio Bonea (v funkciji od 1.1.1966 do 31.12.1967)
- Aldo Bozzi (v funkciji od 1.1.1966)
- Roberto Cantalupo (v funkciji do 5.4.1967)
- Antonio Capua
- Manlio Livio Cassandro (v funkciji od 1.1.1967)
- Benedetto Cottone
- Giulio Göhring (v funkciji od 1.1.1967)
- Gaetano Martino (v funkciji do 21.7.1967)
- Vittorio Emanuele Marzotto (v funkciji od 1.1.1966)
- Salvatore Valitutti (v funkciji od 1.1.1966)

#### Člani
- Massimo Alesi
- Vittorio Badini Confalonieri
- Luigi Barzini
- Guido Basile
- Antonio Baslini
- Giovanni Botta
- Bartolomeo Cannizzo (v funkciji do 5.4.1967)

Sebastiano Fulci (prevzel 11.5.1967)
- Vittore Catella
- Luigi Cerutti

poslanec do 30.4.1964 in se nato pridruži Misto
- Francesco Cocco Ortu
- Guido Cortese (v funkciji do 3.9.1964)

Nicola Cariota Ferrara (prevzel 4.9.1964)
- Ferruccio De Lorenzo
- Enrico Michele Demarchi
- Luigi Durand de la Penne
- Alberto Ferioli
- Riccardo Ferrari
- Vittorio Fossombroni (v funkciji do 6.8.1963)

Emilio Pucci (prevzel 17.9.1963)
- Gaetano Martino (v funkciji do 21.7.1967)

Letterio La Spada (prevzel 26.7.1967)
- Giovanni Messe
- Giovanni Palazzolo
- Michele Gaetano Pierangeli
- Archimede Taverna
- Mariano Trombetta
- Vittorio Zincone (v funkciji do 10.3.1968)

### Movimento Sociale Italiano

#### Predsednik
- Giovanni Roberti

#### Podpredsedniki
- Giuseppe Gonella (v funkciji do 20.4.1966)

#### Sekretarji
- Antonio Grilli (v funkciji do 31.12.1966)

#### Člani Sveta
- Achille Cruciani
- Alfredo Cucco (v funkciji do 31.12.1966)
- Jole Giugni Lattari (v funkciji do 31.12.1966)
- Antonio Grilli (v funkciji od 31.12.1966)
- Orazio Santagati (v funkciji od 1.1.1966)
- Franco Servello (v funkciji do 31.12.1966)
- Pietro Sponziello (v funkciji od 1.1.1966)

#### Člani
- Tullio Abelli
- Giorgio Almirante
- Filippo Anfuso (v funkciji do 13.12.1963)
- Giovanni Maria Angioy
- Giuseppe Calabrò
- Giulio Caradonna
- Alfredo Cucco (v funkciji do 21.1.1968)

Edoardo Marino (prevzel 24.1.1968)
- Augusto De Marsanich
- Ernesto De Marzio
- Raffaele Delfino
- Franco Franchi
- Nicola Galdo (v funkciji do 23.12.1967)

Ferdinando Di Nardo (subentrato l'11.1.1968)
- Giuseppe Gonella

poslanec do 20.4.1966 in se nato pridruži Misto
- Clemente Manco
- Arturo Michelini
- Angelo Nicosia
- Nicola Romeo
- Pino Romualdi
- Antonino Tripodi
- Luigi Turchi

### Partito Democratico Italiano di Unità Monarchica

#### Predsednik
- Alfredo Covelli

#### Sekretarji
- Giuseppe Basile

#### Člani
- Antonino Cuttitta
- Emilio D'Amore
- Achille Lauro
- Gioacchino Lauro
- Raimondo Milia
- Mario Ottieri (v funkciji do 13.4.1967)

Raffaele Chiarolanza (prevzel 18.4.1967)

### Partito Repubblicano

#### Predsednik
- Ugo La Malfa

#### Sekretarji
- Antonio Montanti

#### Člani
- Ludovico Camangi
- Giovanni Battista Melis
- Oronzo Reale

### Misto

#### Predsednik
- Karl Mitterdorfer

#### Podpredsednik
- Corrado Gex (v funkciji do 25.4.1966)

#### Sekretarji
- Karl Vaja

#### Člani
- Giuseppe Basile

poslanec do 12.11.1963 in se nato pridruži Partito Democratico di Unità Monarchica
- Ludovico Camangi

poslanec do 12.11.1963 in se nato pridruži Repubblicano
- Alfredo Covelli

poslanec do 12.11.1963 in se nato pridruži Partito Democratico di Unità Monarchica
- Antonino Cuttitta

poslanec do 12.11.1963 in se nato pridruži Partito Democratico di Unità Monarchica
- Emilio D'Amore

poslanec do 12.11.1963 in se nato pridruži Partito Democratico di Unità Monarchica
- Giuseppe De Grazia (v funkciji od 20.1.1965)
- Johann Hans Dietl
- Corrado Gex (v funkciji do 25.4.1966)
- Ugo La Malfa

poslanec do 12.11.1963 in se nato pridruži Repubblicano
- Achille Lauro

poslanec do 12.11.1963 in se nato pridruži Partito Democratico di Unità Monarchica
- Gioacchino Lauro

poslanec do 12.11.1963 in se nato pridruži Partito Democratico di Unità Monarchica
- Giovanni Battista Melis

poslanec do 12.11.1963 in se nato pridruži Repubblicano
- Raimondo Milia

poslanec do 12.11.1963 in se nato pridruži Partito Democratico di Unità Monarchica
- Antonio Montanti

poslanec do 12.11.1963 in se nato pridruži Repubblicano
- Mario Ottieri

poslanec do 12.11.1963 in se nato pridruži Partito Democratico di Unità Monarchica
- Randolfo Pacciardi
- Oronzo Reale

poslanec do 12.11.1963 in se nato pridruži Repubblicano
Dne 30.4.1964 se je pridružil skupini poslanec Luigi Cerutti- originalno član Partito Liberale Italiano
Dne 20.4.1966 se je pridružil skupini poslanec Giuseppe Gonella- originalno član Movimento Sociale Italiano
Dne 17.11.1966 se je pridružil skupini poslanec Luigi Anderlini- originalno član Partito Socialista Italiano